# Roxana Cocoș
Roxana Daniela Cocoș (Bucarest, 5 giugno 1989) è una sollevatrice rumena, vincitrice della medaglia d'argento a Londra 2012, medaglia poi revocata nel 2021 per doping.

## Palmarès
- Europei

2008 - Lignano Sabbiadoro: bronzo nella categoria fino a 58 kg.
2010 - Minsk: bronzo nella categoria fino a 63 kg.
2012 - Antalya: argento nella categoria fino a 69 kg.